# Puilaurens
Puilaurens è un comune francese di 263 abitanti situato nel dipartimento dell'Aude nella regione dell'Occitania. 

## Monumenti e luoghi d'interesse

### Castello di Puilaurens
Il monumento più rilevante è la fortezza attestata nel 958 come monastero fortificato dei benedettini divenuto rifugio dei catari negli anni 1240-1250 durante la crociata degli Albigesi, poi passato al Regno di Francia e fortificato nella forma attuale per ordine di Luigi IX nella seconda metà del XIII secolo.
È stato dichiarato monumento storico di Francia nel 1902.

## Società

### Evoluzione demografica
Abitanti censiti